# Colom tacat occidental
El colom tacat occidental (Patagioenas albipennis) és una espècie d'ocell de la família dels colúmbids (Columbidae) que habita els boscos des del centre del Perú fins l'oest de Bolívia i el nord-oest de l'Argentina.